# Luis Dabán y Ramírez de Arellano
Luis Dabán y Ramírez de Arellano, né à Pampelune le 28 mai 1841 et mort à Madrid le 22 janvier 1922, est un militaire et homme politique espagnol.

## Biographie
Partisan du futur roi Alphonse XII, il participa aux préparatifs de la Restauration bourbonienne. En décembre 1874, en tant que général de brigade, il contribua au pronunciamiento de Martínez Campos en confiant à ce dernier ses troupes postées à Sagonte.
Il fut gouverneur de Porto Rico entre 1884 et 1887, puis sénateur de la province de Murcie en 1887-1888, 1888-1889 et 1889-1890, et sénateur de Porto Rico en 1891.